# Kulturøen
Kulturøen er et kulturcenter på havnefronten i Middelfart. Den 4500m² store bygning er tegnet af John Lassen fra schmidt hammer lassen architects. Byggeriet af Kulturøen begyndte i 2003 og den blev indviet 7. august 2005. 
Bygningen er placeret i bæltet midt mellem de to Lillebæltsbroer, på en kunstigt anlagt ø ved Middelfarts havnefront, hvor man har udsigt til de to  Lillebæltsbroer.
Bygningen huser bl.a. Middelfart Bibliotek, Middelfart Turistbureau, biografen Panorama, samt forskellige butikker. Øverst oppe findes to sale, Lillebæltsalen og Middelfartsalen, som anvendes til kulturelle og private arrangementer.
Rundt om bygningen ligger den private lystbådehavn, Tel-ka Marina, med 66 bådpladser.